# Ceranisus femoratus
Ceranisus femoratus är en stekelart som först beskrevs av Charles Joseph Gahan 1932.  Ceranisus femoratus ingår i släktet Ceranisus och familjen finglanssteklar. Inga underarter finns listade.